# Łukawiec (Lubaczów)
Pour l’article homonyme, voir Łukawiec (Rzeszów).
Łukawiec est une localité polonaise de la gmina de Wielkie Oczy, située dans le powiat de Lubaczów en voïvodie des Basses-Carpates.